# Ephies alius
Ephies alius là một loài bọ cánh cứng trong họ Cerambycidae.